# Mammillaria spinosissima
Mammillaria spinosissima ([ˌmæmɪˈlɛəriə ˌspɪnoʊˈsɪsɪmə]) é uma espécie de angiosperma da família Cactaceae, conhecida popularmente em inglês como spiny pincushion cactus. É endêmica dos estados centrais do México, Guerrero e Morelos, onde cresce em altitudes entre 1600 e 1900 metros. A espécie foi descrita em 1838 por James Forbes, jardineiro do Duque de Bedford. O botânico David Hunt [en] coletou um espécime em 1971, perto de Sierra de Tepoztlán, no México.
M. spinosissima prospera em solos bem drenados, arenosos ou francos, com pH variando de ácido a neutro. Prefere baixa umidade e sol pleno filtrado. As plantas são regadas a cada duas ou três semanas e mantidas quase secas durante o inverno. Não requerem poda e são ideais para cultivo em pátios e vasos. São resistentes a doenças, mas suscetíveis a pragas como cochonilhas-farinhentas. Sinônimos de M. spinosissima incluem Mammillaria centraliplumosa, Mammillaria haasii e Mammillaria virginis.

## Taxonomia

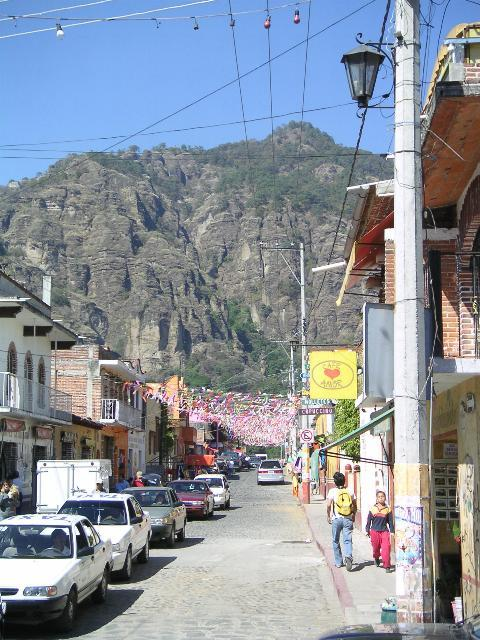
Sierra de Tepoztlán

Lineu designou Mammillaria como um gênero-tipo para cactos em 1753. Em 1838, James Forbes, jardineiro do Duque de Bedford, listou e descreveu uma espécie chamada Echinocactus spinosissimas, a partir de cactos adquiridos na Europa três anos antes. Nathaniel Lord Britton e Joseph Nelson Rose acreditam que Forbes recebeu esse nome de Ludwig Karl Georg Pfeiffer, mas a planta era, na verdade, Mammillaria spinosissima.
Pfeiffer publicou a primeira divisão infragenérica de Mammillaria em 1837, separando o gênero em dois grupos com base em características distintas dos espinhos. Em 1845, Joseph de Salm-Reifferscheidt-Dyck, com base no trabalho de Frederick Scheer, ampliou a classificação em oito grupos. Com pelo menos 145 espécies reconhecidas, é um dos gêneros mais numerosos e morfologicamente variados da família dos cactos. Estima-se que existam até 200 espécies de Mammillaria, incluindo 62 cultivadas na Índia. Embora maior, o gênero Opuntia é menos popular entre jardineiros e paisagistas. Anteriormente considerado monofilético, análises filogenéticas indicam que Mammilloydia está inserido em um grupo central de espécies de Mammillaria. Um espécime de Mammillaria spinosissima foi coletado por David Hunt em setembro de 1971, próximo à rodovia de pedágio Cuautla-Cuernavaca, em Sierra de Tepoztlán, a 1600 metros de altitude.

### Espécies semelhantes, subespécies e sinônimos
Espécies semelhantes a Mammillaria spinosissima incluem Mammillaria backebergiana [en] e Mammillaria meyranii. Subespécies incluem M. spinosissima pilcayensis (sinônimo: Bravo, D. R. Hunt), M. spinosissima tepoxtlana (D. R. Hunt) e M. spinosissima spinosissima (Lem.). Sinônimos de M. spinosissima incluem Mammillaria centraliplumosa (Fittkau), Mammillaria haasii (J. Meyrán) e Mammillaria virginis (Fittkau e Kladiwa).

## Descrição

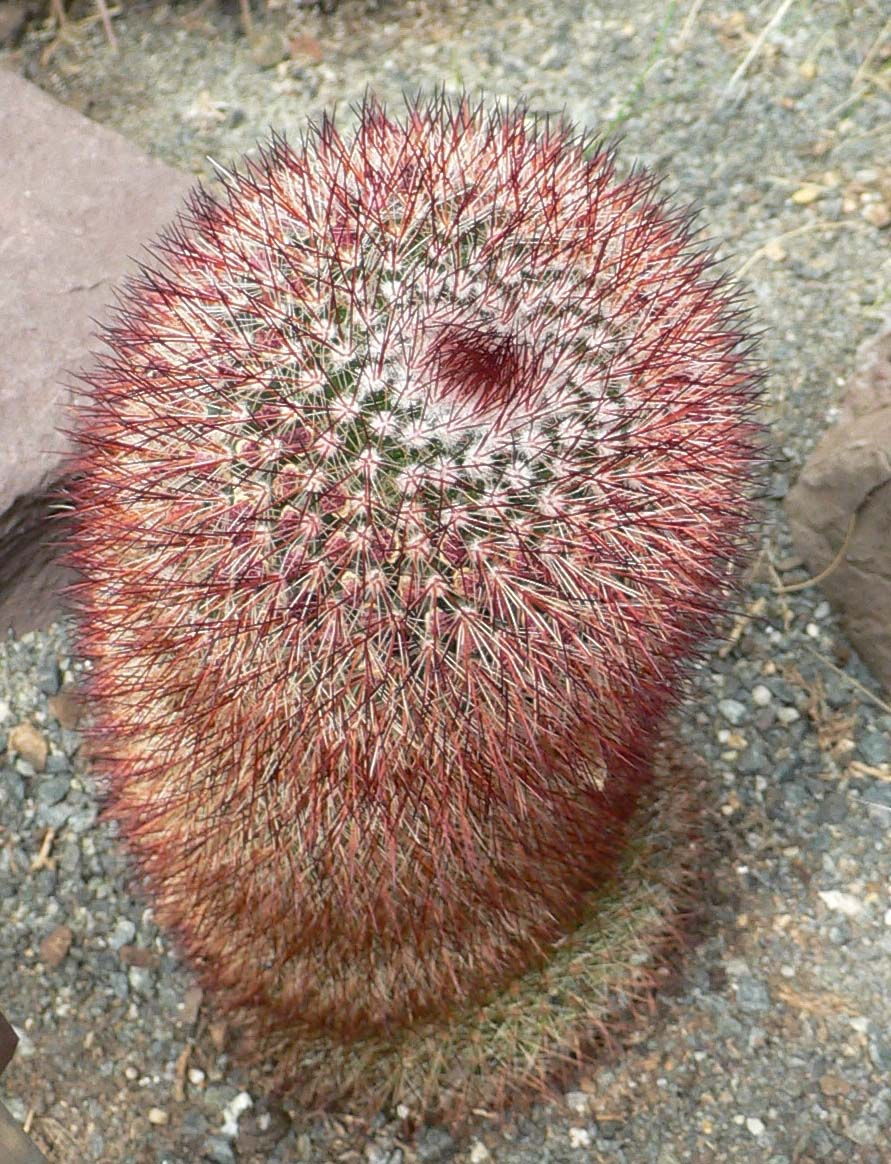
No Jardim Botânico dos Estados Unidos.

Mammillaria spinosissima é uma planta cilíndrica que atinge até 30 cm de altura e 10 cm de largura, alcançando sua altura máxima após cinco a dez anos. Seus espinhos são marrom-avermelhados ou brancos, com radiais de cor creme, e suas flores, em forma de funil e cor-de-rosa, crescem em um anel ao redor do ápice do caule, com cerca de 2 cm de comprimento. Esses cactos, relativamente pequenos, são globulares ou alongados, e suas flores produzem bagas geralmente vermelho-brilhantes, em forma de clava, lisas e suculentas.
As espécies de Mammillaria tendem a crescer rasteiras, isoladas ou em grupos. O gênero é caracterizado por aréolas dimórficas: as aréolas vegetativas, que sustentam espinhos, localizam-se no ápice dos tubérculos, enquanto as aréolas floríferas situam-se nas axilas dos tubérculos. O caule é lanoso e coberto por cerdas.

## Habitat nativo
O gênero Mammillaria tem seu habitat nativo desde a Colômbia e Venezuela até o sudoeste dos Estados Unidos, com maior diversidade no México. Espécies também foram documentadas nas Antilhas. M. spinosissima é endêmica do centro do México, concentrada em Guerrero e Morelos, onde cresce a altitudes de 1600 a 1900 metros, preferindo florestas tropicais secas e matagais xerófilos. A subespécie pilcayensis é nomeada por sua ocorrência na Barranca de Pilcaya, em Guerrero.

## Cultivo
Britton e Rose acreditam que M. spinosissima está em cultivo desde pelo menos 1835. A espécie prospera em solos bem drenados, arenosos ou francos, com pH ácido, alcalino ou neutro. Prefere baixa umidade e cresce bem sob vidro, com sol pleno filtrado vindo do sul, norte ou leste. A rega ocorre a cada duas ou três semanas, mantendo o solo quase seco no inverno. A propagação é feita por brotos ou sementes semeadas no início da primavera, em temperaturas de 19 a 24 °C. Não requer poda e é ideal para pátios e vasos. É resistente a doenças, mas suscetível a pragas como cochonilhas-farinhentas. Esta planta recebeu o Prêmio de Mérito em Jardinagem da Royal Horticultural Society.

## Galeria

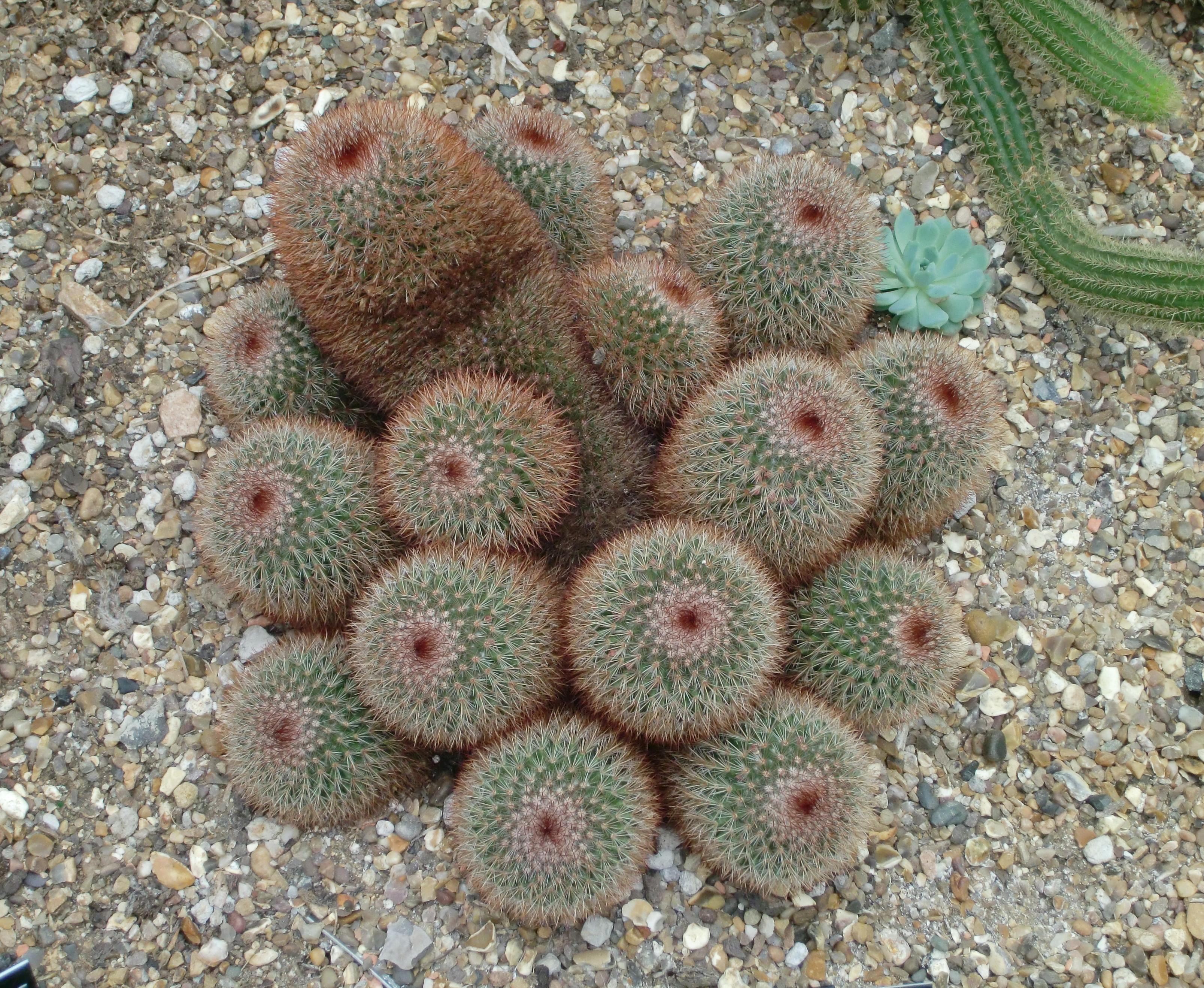
Em grupo, Reais Jardins Botânicos de Kew, Londres
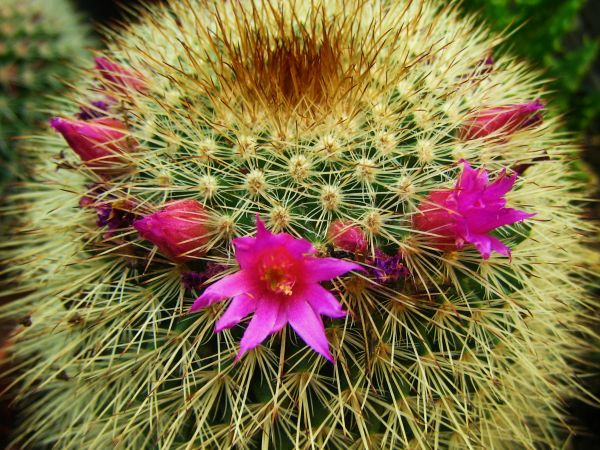
Flores
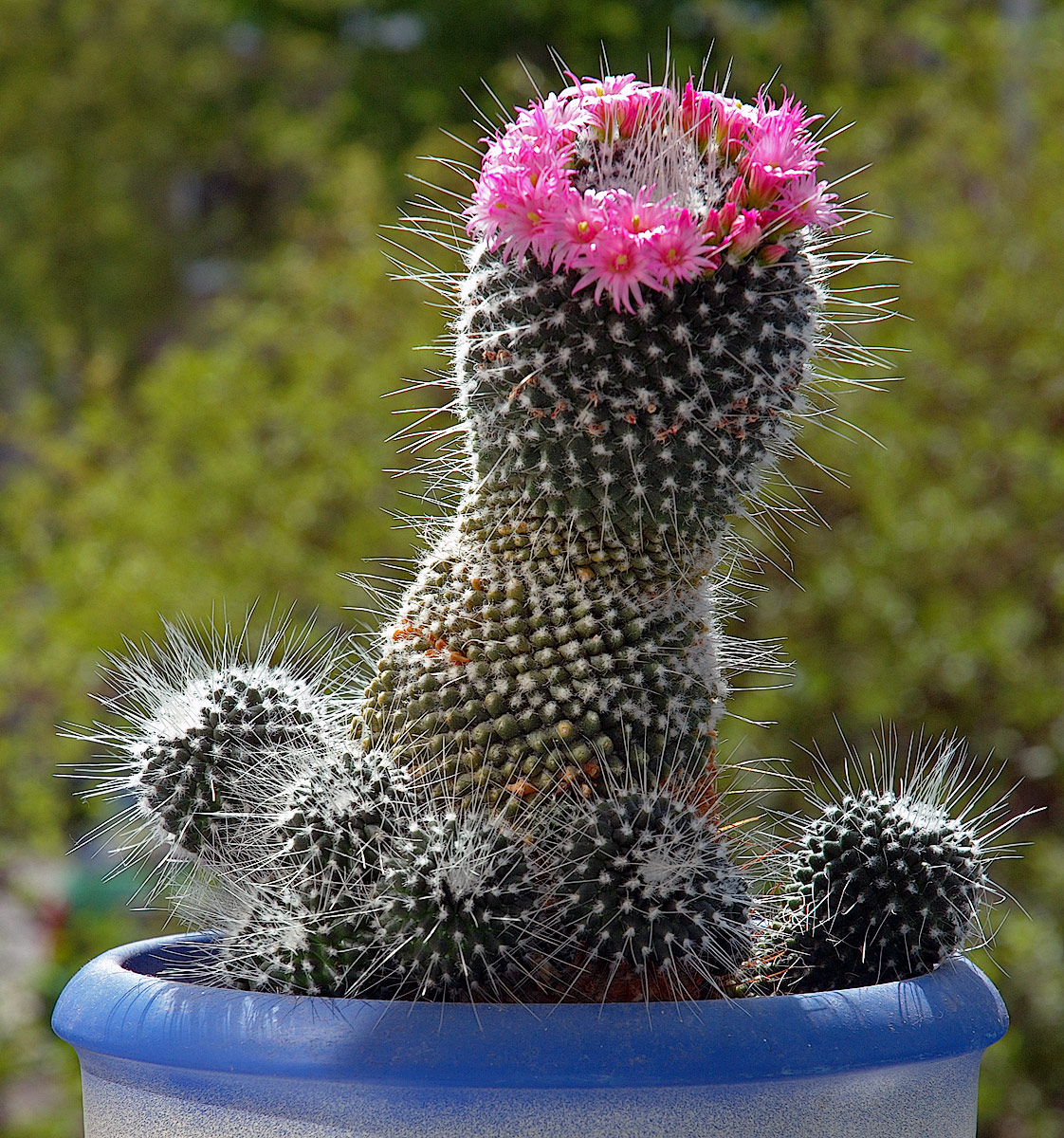
M. spinosissima cv. 'un pico'
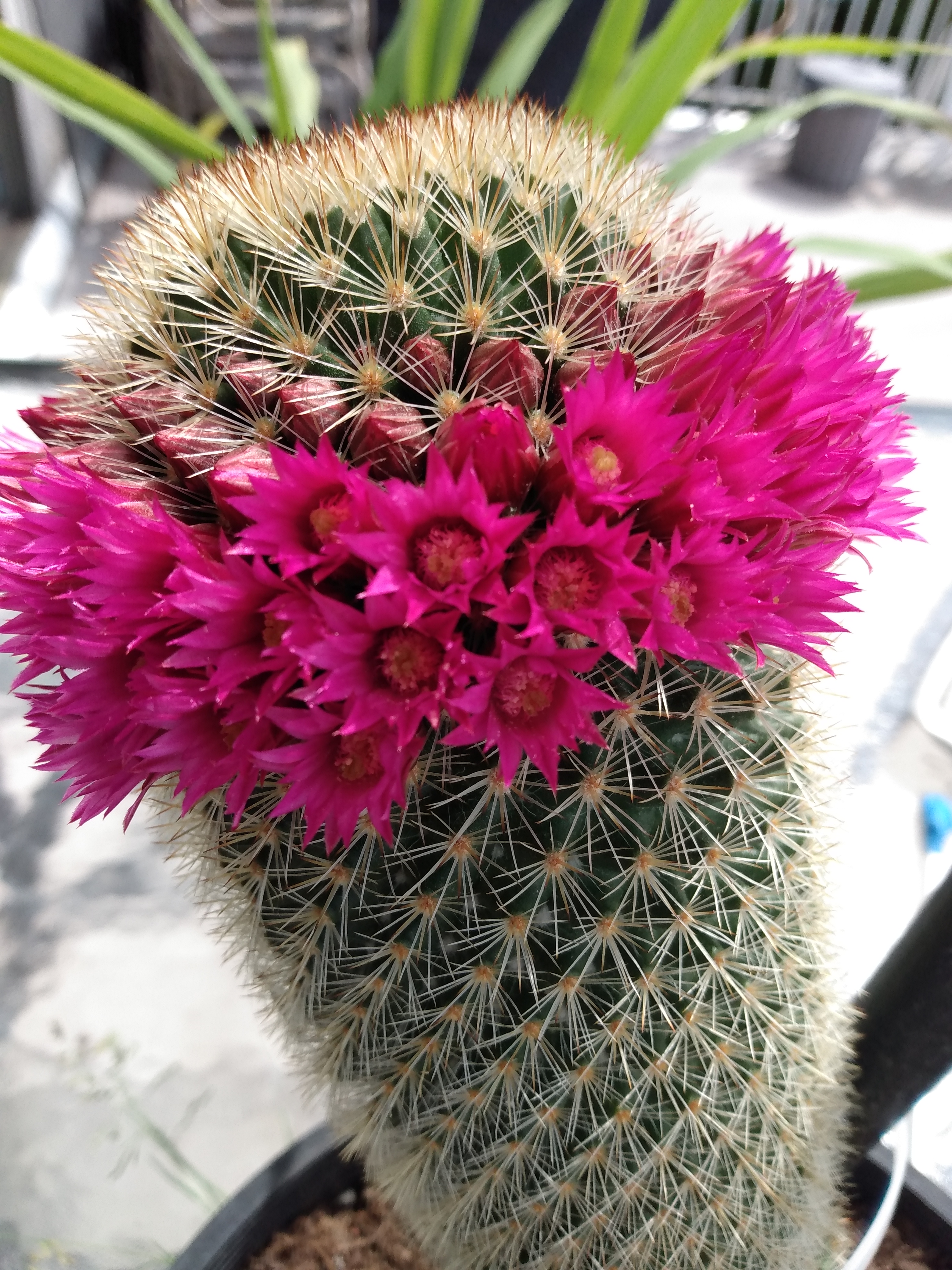
Em floração
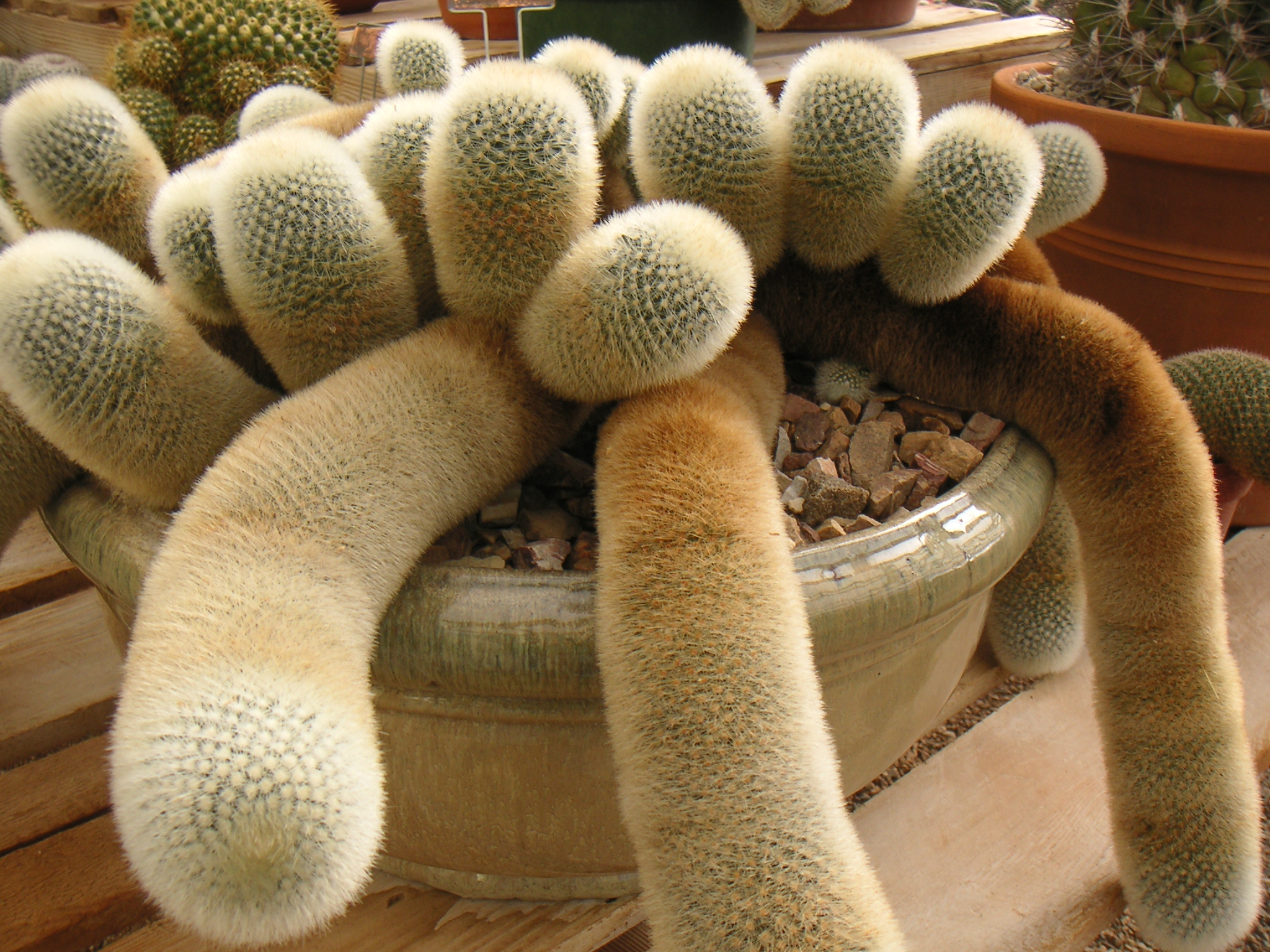
M. spinosissima subsp. pilcayensis